# Catillariaceae
Catillariaceae is een botanische naam voor een familie van korstmossen behorend tot de orde Lecanorales. Het typegeslacht is Catillaria.

## Geslachten
De familie bestaat uit de volgende vijf geslachten:
- Austrolecia
- Catillaria
- Placolecis
- Solenopsora
- Xanthopsorella